# Erik Lindgren (kommunalborgmästare)
Knut Erik Lindgren, född 4 december 1902 i Norberg, död 23 oktober 1988 i Hudiksvall, var en svensk kommunalborgmästare.
Lindgren var handelsanställd 1915–20, anställd på landsfiskalkontoret i Norberg 1920–24 och därunder t.f. landsfiskal under ett år. Efter studentexamen i Lund 1928 blev han juris kandidat 1933, genomförde tingstjänstgöring i Östersysslets domsaga 1933–36, tjänstgjorde i Stockholms rådhusrätt 1936, vid länsstyrelsen i Gävleborgs län 1936–42, var kommunalborgmästare i Bollnäs 1942–44, i Hudiksvall från 1945 samt notarius publicus och överexekutor där 1945–64.
Lindgren var ordförande i Gävleborgs läns expropriationsnämnd 1942–52, ledamot av fiskevärderingsnämnden från 1951, ordförande i Svenska Handelsbanken i Hudiksvall från 1945 och verkställande direktör för Hudiksvalls Kafé AB från 1947.